# Словатичский сельсовет
Словатичский сельсовет (бел. Славаціцкі сельсавет) — упразднённая административная единица на территории Зельвенского района Гродненской области Белоруссии. Центр — агрогородок Словатичи.

## История
Образован 12 октября 1940 года в составе Ружанского района Брестской области БССР. С 8 января 1954 года — в Гродненской области, с 19 июня 1954 года — снова в Брестской области. С 25 декабря 1962 года в составе Волковысского района Гродненской области, с 30 июля 1966 года в Зельвенском районе. 11 февраля 1972 года в состав Каролинского сельсовета передадены деревни Пенюги, Петревичи, Цыгановка. 18 апреля 2017 года сельсовет упразднён, его территория вошла в состав Добросельского сельсовета.

## Состав
Словатичский сельсовет включал 11 населённых пунктов:
- Запрудье — деревня.
- Зеньковцы — деревня.
- Мелеховичи — деревня.
- Монтяки — деревня.
- Овечицы — деревня.
- Павловичи — деревня.
- Пичуки — деревня.
- Словатичи — агрогородок.
- Тереховичи — деревня.
- Хомичи — деревня.
- Ярутичи — деревня.

## Население
Согласно переписи 2009 года на территории сельсовета проживало 772 человека, среди которых 95,9 % — белорусы, 3,4 % — поляки.